# Franz Gerstenbrand
Franz Gerstenbrand (* 6. September 1924 in Hof, Nordmähren, Tschechoslowakei; † 30. Juni 2017 in Wien) war ein österreichischer Neurologe und Hochschullehrer. Er war der Erste, der erkannt hat, dass Patienten mit der Diagnose Apalliker nicht hirntot sind und legte mit seinen Forschungsarbeiten die Grundlagen für eine moderne Rehabilitation. Er ist weltweit als Kapazität für die Krankheit „apallisches Syndrom“ anerkannt und ist Begründer der österreichischen Komaforschung. Heute werden seine Erkenntnisse u. a. in der internationalen Raumfahrt angewandt.

## Leben
Gerstenbrand wurde am 6. September 1924 als Sohn eines Distriktsarztes in Hof in Nordmähren geboren. Der Vater stammte aus Gnadlersdorf bei Znaim und die Mutter aus Schattau. Kurz nach seiner Geburt zog die Familie zurück nach Südmähren, um sich in Untertannowitz bei Nikolsburg niederzulassen. Dort ging er zur Volksschule und weiter in das Gymnasium nach Nikolsburg. Nach der Schule wurde er 1942 eingezogen und kam zur Luftwaffe. Nach Kriegsende kam er aus der Gefangenschaft zurück. Er studierte Medizin an der Universität Wien, wo er 1950 promoviert wurde. Er musste die dreifache Studiengebühr zahlen, weil er als ehemaliger Südmährer als staatenlos galt. Danach absolvierte er unter Hans Hoff an der Psychiatrisch-Neurologischen Universitäts-Klinik Wien, wo er auch als Vorstandsassistent tätig war, seine Facharztausbildung. 1967 veröffentlichte Gerstenbrand seine Habilitationsschrift „Das traumatische apallische Syndrom“, die weltweit Beachtung fand. Sein besonderes Interesse galt den Gebieten der Traumatologie, Langzeit-Koma nach Hirn- und Rückenmarksverletzungen und die Früherkennung von Hirnschäden in der Kinderneurologie.
1973 wurde er außerordentlichen und 1975 zum ordentlichen Universitätsprofessor berufen. Ebenfalls 1975 übernahm er das Amt des Primarius der II. Abteilung des Neurologischen Krankenhauses der Stadt Wien – Rosenhügel. 1976 wurde er Professor für Neurologie an der Medizinischen Universität Innsbruck und Vorstand der dortigen Neurologischen Universitäts-Klinik, die er bis zu seiner Emeritierung 1994 leitete und zu einer internationalen Institution mit Weltrang ausbaute.
Gerstenbrand führte den ersten Computertomograf in Österreich ein und galt schon in dieser Zeit als einer der weltführenden Persönlichkeiten für extrapyramidal-motorischen Erkrankungen (u. a. Parkinson und Schlaganfälle). Es gelang ihm, Koma-Patienten zu wecken und diesen durch Neuro-Rehabilitation zu helfen. Ab 1986 arbeitete er mit russischen Weltallexperten, der NASA und der ESA an der Erforschung von Weltraumauswirkungen auf den menschlichen Körper. 1991 wurde nach seiner internationalen Vermittlung der Plan für ein österreichisches Besatzungsmitglied in einem sowjetischen Sojus-Weltraumschiff im Rahmen des sogenannten Austromir-Projektes in die Tat umgesetzt. Auch nach seiner Emeritierung im Jahre 1994 blieb er als Co-Direktor des Boltzmann-Instituts für restaurative Neurologie und in insgesamt zwanzig Gesellschaften und Forschungsgruppen tätig; zudem ist er am Auf- und Ausbau einer internationalen Komaforschungseinrichtung in Salzburg beteiligt.
Seine internationalen Erfolge brachten ihm Einladungen u. a. nach Asien und Afrika ein, wo er an der sogenannten Tropen-Neurologie, welche die Heilung von neurologischen Schäden bei Tropenkrankheiten zum Ziel hatte, arbeitete. Gerstenbrand und der österreichische Bundeskanzler Bruno Kreisky wuchsen in ihren jungen Jahren in derselben Gegend auf. Durch ihre spätere lebenslange Freundschaft hatte Gerstenbrand immer wieder die Gelegenheit, Staats- und Regierungschefs kennenzulernen und auf kurzem Weg der österreichischen Bundesregierung Vorschläge zur Entwicklung des Gesundheitswesens und von Spitalsneubauten in Ländern der Dritten Welt vorzutragen, die teilweise zur Umsetzung kamen. Bis heute werden diese im Ausland errichtete Spitäler durch österreichisches Know-how betreut und erweitert.
Gerstenbrand verfasste 786 Publikationen und ist Herausgeber von zwölf Büchern. Einige davon gelten als internationale Standardwerke in der Neurologie.
Gerstenbrand verstarb am 30. Juni 2017 in Wien im 93. Lebensjahr.

## Ehrungen
- 1997: Ehrendoktorat der Karls-Universität Prag
- 2001: Ehrensenator der Universität für Weiterbildung Krems
- 2002: Südmährischer Kulturpreis
- 2003: Ehrendoktorat der Aristoteles-Universität Thessaloniki
- 2014: Goldenes Ehrenzeichen der Stadt Graz
- 2010: Silbernes Komturkreuz des Ehrenzeichens für Verdienste um das Bundesland Niederösterreich
- 2015: Großes Silbernes Ehrenzeichen für Verdienste um die Republik Österreich